# バイオハザード3 死者の街
『バイオハザード3 死者の街』（バイオハザード3 ししゃのまち）は、カプコンのゲームソフト『バイオハザードシリーズ』をS・D・ペリーが小説化したホラーゲームノベライズ。シリーズ第3弾である。ゲーム版『バイオハザード2』を基にしたストーリーが展開される。翻訳は風間賢二が担当した。

## 出版経緯
- 2005年（平成17年）　『バイオハザード3 死者の街』が中央公論新社C★NOVELSより刊行。

書籍情報
バイオハザード3 死者の街 2005年 ISBN 412500885X

## 登場キャラクター

### 登場人物
- 新米警官 - レオン・S・ケネディ（Leon Scott Kennedy）
- クリスの妹 - クレア・レッドフィールド（Claire Redfield）
- 友人を探す美女 - エイダ・ウォン（Ada Wong）
- 記者 - ベン・ベルトルッチ（Ben Bertolucci）

### 科学者たち
- ウィリアム・バーキン（William Birkin）
- アネット・バーキン（Annette Birkin）

### 館からの生還者たち
- クリス・レッドフィールド（Chris Redfield）
- ジル・バレンタイン（Jill Valentine）
- バリー・バートン（Barry Burton）
- ブラッド・ヴィッカース（Brad Vickers）
- レベッカ・チェンバース（Rebecca Chambers）

### ラクーン市警
- ラクーン市警本部署長 - ブライアン・アイアンズ（Brian Irons）

### その他
- 謎の男 - トレント